# Sebastian Cojocnean
Cristian Sebastian Cojocnean (n. 11 iulie 1989, Câmpia Turzii, Cluj, România) este un jucător român de fotbal.